# Estadio municipal Álvarez Claro
El estadio municipal Álvarez Claro es un recinto deportivo ubicado en la ciudad de Melilla, España. Es conocido por ser la sede de la Unión Deportiva Melilla y por su relevancia en la historia del fútbol en la ciudad.

## Historia
Inaugurado el 29 de septiembre de 1945 por Rafael Álvarez Claro, entonces alcalde de Melilla y presidente de la UD Melilla, el estadio fue construido con una inversión aproximada de 4 millones de pesetas y una capacidad inicial para 12.000 espectadores. El primer partido disputado fue un amistoso entre la UD Melilla y el Atlético de Aviación (actual Atlético de Madrid) .
A lo largo de los años, el estadio ha sido testigo de momentos históricos para el club, como el ascenso a Segunda División en la temporada 1949-50. Además, ha recibido a equipos de renombre como el Real Madrid, el Athletic Club y la Selección de fútbol sub-21 de España.

## Arquitectura
El estadio ha experimentado diversas transformaciones arquitectónicas a lo largo de los años para adaptarse a las necesidades deportivas y normativas vigentes.

### Diseño original
El diseño inicial del estadio contemplaba una capacidad para 12.000 espectadores, con una estructura funcional y una superficie de césped natural. La disposición de las gradas permitía una visualización óptima del terreno de juego desde todos los ángulos. Sin embargo, con el paso del tiempo, el estadio ha requerido diversas reformas para mantener su funcionalidad y seguridad.

### Remodelaciones y mejoras recientes
En los últimos años, se han llevado a cabo importantes reformas para mejorar la accesibilidad y modernizar las instalaciones:
- Accesibilidad Universal: Se han eliminado barreras arquitectónicas en la zona de la tribuna, incluyendo el rebaje de bordillos y la ejecución de rampas. Además, se ha instalado un ascensor adaptado en el hall de entrada y habilitado tres localidades para personas con movilidad reducida y sus acompañantes en la zona alta de las gradas.[4][5]
- Remodelación de la Tribuna: Se ha realizado una remodelación completa de la zona de acceso al público, aseos y otras dependencias, cumpliendo con la normativa de accesibilidad vigente.[5]
- Nuevas Instalaciones Deportivas: El estadio se ha transformado en un complejo polideportivo que incluye una galería de tiro, la ampliación de la piscina municipal y la instalación de un rocódromo y pistas de pádel.[5]
- Iluminación Exterior: Se ha renovado la iluminación exterior del estadio, proporcionando un aspecto más moderno y elegante a las instalaciones.[6]

### Proyecciones futuras
Se prevé la presentación de un anteproyecto para la conversión del estadio en un complejo deportivo más ambicioso, que incluirá la construcción de una nueva pista de atletismo y otras mejoras para cumplir con las exigencias de competiciones nacionales e internacionales.

## Instalaciones deportivas
El estadio es el núcleo de un complejo polideportivo municipal que ofrece una amplia gama de instalaciones para la práctica de diversos deportes. A continuación, se detallan las principales instalaciones y las disciplinas que se practican en ellas:

### Campo de fútbol
- Uso principal: Sede de la Unión Deportiva Melilla, equipo que compite en categorías nacionales.
- Superficie: Césped natural.
- Dimensiones: 106 x 65 metros.
- Capacidad del estadio: Aproximadamente 10.000 espectadores.
- Proyectos de mejora: Se han planificado reformas para modernizar el estadio y adaptarlo a las normativas vigentes, incluyendo la ampliación del campo de fútbol y la mejora del drenaje de las pistas.[7]

### Pista de Atletismo
- Tipo: Pista de 6 calles que rodea el terreno de juego.
- Usos: Entrenamientos y competiciones locales de atletismo.
- Proyectos de mejora: Se han planificado reformas para modernizar la pista de atletismo, incluyendo la ampliación de la pista de salto de longitud y la mejora del drenaje.[8]

### Piscina Municipal
- Instalación anexa al estadio.
- Uso: Entrenamiento y recreación, así como competiciones acuáticas locales.
- Proyectos de mejora: Se han planificado reformas para ampliar la piscina municipal y mejorar sus instalaciones. [9]

### Pistas de Tenis
- Cantidad: Varias canchas disponibles para el uso de clubes, escuelas deportivas y particulares.
- Superficie: Normalmente de hormigón poroso o material sintético.
- Proyectos de mejora: Se han planificado reformas para mejorar la calidad y capacidad de las pistas de tenis.[10]

### Pista de Fútbol Sala
- Uso: Entrenamientos y torneos escolares o federados.
- Accesibilidad: Integrada dentro del complejo y disponible para actividades dirigidas por la administración local.
- Proyectos de mejora: Se han planificado reformas para mejorar la calidad y capacidad de la pista de fútbol sala.[10]

### Otras Instalaciones Complementarias
- Rocódromo: Área de escalada en proyecto o en ejecución según planes municipales .
- Pistas de Pádel: Incorporadas recientemente al recinto como parte del esfuerzo de diversificación deportiva .
- Galería de Tiro: Instalación específica para prácticas de tiro olímpico y federado.[10]

## Eventos destacados
El estadio Municipal Álvarez Claro ha sido escenario de importantes encuentros deportivos a lo largo de su historia, acogiendo tanto partidos de clubes de Primera División como eventos de selecciones nacionales y finales de torneos oficiales:

### Atlético de Madrid (1945)
- Motivo: Partido inaugural del estadio.
- Resultado: UD Melilla vs Atlético de Aviación (actual Atlético de Madrid).
- Fecha: 29 de septiembre de 1945.[11][12]

### Athletic Club (1999)
- Competición: Copa del Rey – dieciseisavos de final.
- Ida: UD Melilla 2–2 Athletic Club.
- Vuelta: Athletic Club 3–2 UD Melilla (en San Mamés).
- Fecha: 10 de noviembre de 1999.
- Relevancia: Eliminatoria muy disputada ante uno de los clubes más históricos del fútbol español.[13]

### Selección Española Sub-21 (2011)
- Fecha: 10 de noviembre de 2011.
- Rival: Estonia Sub-21.
- Resultado: España 6–0 Estonia.
- Fecha: 10 de noviembre de 2011.
- Destacados: Goles de Rodrigo (3), Isco, Sarabia y Vázquez.
- Jugadores destacados: David de Gea, Thiago Alcántara, Isco, Pablo Sarabia, Iker Muniain.
- Entrenador: Luis Milla.[14]

### Levante UD (2012)
- Competición: Copa del Rey – dieciseisavos de final.
- Resultado: UD Melilla 1–0 Levante UD.
- Fecha: 1 de noviembre de 2012.
- Importancia: Sorpresa destacada en la Copa del Rey, al vencer un equipo de Segunda B a uno de Primera.[15]

### Real Madrid CF (2018)
- Competición: Copa del Rey – temporada 2018/19.
- Resultado: UD Melilla 0–4 Real Madrid CF.
- Fase: Ida de los dieciseisavos de final.
- Relevancia: Uno de los encuentros más mediáticos celebrados en el estadio.[16]

### Copa de la Reina de Fútbol (2015)
- Fase final celebrada en Melilla:
  - Semifinales:
    - Atlético de Madrid Féminas vs Sporting Club de Huelva.
    - FC Barcelona Femenino vs Valencia Féminas CF.

  - Final (17 de mayo de 2015): Sporting Club de Huelva 2–1 Valencia Féminas CF.
  - Importancia: El conjunto onubense logró su primera Copa de la Reina en la historia, en un evento que dio gran visibilidad al fútbol femenino en Melilla.[17]

## Localización
El estadio se encuentra en el barrio de La Victoria, al suroeste de Melilla, España. La dirección exacta es Calle Explanada de Camellos, s/n, 52005 Melilla.

## Transporte

### Transporte público
Melilla cuenta con un sistema de transporte urbano operado por la Cooperativa Ómnibus de Automóviles (C.O.A.), que gestiona diversas líneas de autobuses que conectan diferentes puntos de la ciudad, incluyendo el acceso al Estadio Municipal Álvarez Claro. Aunque el sistema de transporte ha recibido algunas críticas en cuanto a su cobertura y eficiencia, las paradas cercanas al estadio permiten un acceso fácil para los aficionados que deseen utilizar el transporte público.

### Líneas de autobús cercanas al estadio:
- Línea C-5: Conecta la Plaza de España con Torres Quevedo, pasando por Cabrerizas, Farhana, Barrio de La Victoria, Real y Frontera de Beni-Enzar. Esta línea tiene una frecuencia aproximada de 20 minutos y opera desde las 8:00 hasta las 22:18.[19]
- Línea 3: Conecta General Marina con Alfonso XIII y Real, pasando por el Hospital Comarcal y otras zonas cercanas al estadio. La frecuencia es de aproximadamente 20 a 30 minutos.[19]
- Línea C-3: Opera los sábados de 7:00 a 22:00 con una frecuencia de 1 hora. Conecta Calle Alférez Sanz con General Marina, pasando por el Hospital Comarcal y otras zonas cercanas al estadio.[19]

### Paradas cercanas al estadio:
- Hospital Comarcal: A aproximadamente 11 minutos a pie del estadio.[19]
- General Marina 1: A unos 30 minutos a pie.[19]
- Plaza Torres Quevedo: A unos 20 minutos a pie, facilitando el acceso desde el centro de la ciudad.[19]

### Acceso en vehículo privado
Para aquellos que prefieran el uso de vehículo privado, el estadio cuenta con un amplio espacio de aparcamiento. La ubicación en el oeste de la ciudad facilita el acceso desde las principales avenidas y arterias viales de Melilla, lo que permite un acceso cómodo y rápido al estadio desde diversos puntos de la ciudad. El acceso es especialmente práctico para quienes se trasladan desde zonas cercanas, como el puerto o el centro de la ciudad.

### Acceso desde el Aeropuerto
El aeropuerto de Melilla se encuentra a aproximadamente 1 kilómetro del estadio. Este aeropuerto ofrece vuelos nacionales e internacionales, incluyendo conexiones con ciudades como Málaga, Madrid, Barcelona y Granada. Desde el aeropuerto, se puede acceder al estadio en taxi, vehículo privado o mediante el transporte público disponible, facilitando el acceso para visitantes que lleguen por vía aérea.